# 亞吉德涅 (穆羅瓦尼庫里利夫齊區)
48°50′51″N 27°27′9″E / 48.84750°N 27.45250°E
亞吉德涅（烏克蘭語：Ягідне），是烏克蘭的村落，位於該國西南部文尼察州，由莫希利夫-波季利斯基區負責管轄，始建於1918年，面積0.91平方公里，海拔高度266米，2001年人口131，人口密度每平方公里143.96人。